# Günther Jochems
Günther Ehrhard Hermann Jochems (* 5. November 1928 in Crimmitschau; † 30. März 1991 in Köln) war ein deutscher Eishockeyspieler.

## Karriere
Günther Jochems spielte ab 1949/50 zuerst für Preussen Krefeld, mit dem er 1952 am Spengler Cup teilnahm, und ab 1952/53 für den Krefelder EV. Am Ende der Spielzeit 1950/51 wurde er mit den Preussen Deutscher Meister. Seine Spielerkarriere beendet er nach der Saison 1966/67 beim KEV.
Mit der deutschen Eishockeynationalmannschaft nahm er an den Weltmeisterschaften 1954 und 1955  teil. Ebenso nahm er mit der Nationalmannschaft an den Olympischen Winterspielen 1956 in Cortina d’Ampezzo teil. Insgesamt absolvierte er 52 Spiele im Trikot der Nationalmannschaft.

## Erfolge und Auszeichnungen
- 1951 Deutscher Meister mit den Preussen Krefeld